# Semaeopus citrina
Semaeopus citrina är en fjärilsart som beskrevs av Druce 1892. Semaeopus citrina ingår i släktet Semaeopus och familjen mätare. Inga underarter finns listade i Catalogue of Life.